# Esko Rekola
Esko Johannes Rekola, född 10 juni 1919 i Tammerfors, död där 7 oktober 2014, var en finländsk ämbetsman. Han var son till Aarne Rekola.
Rekola, blev juris licentiat 1954, var avdelningschef vid finansministeriet 1957–1965, kanslichef vid statsrådets kansli 1965–1966 och 1977–1982, generaldirektör för Statsjärnvägarna 1966–1973 och kanslichef vid trafikministeriet 1973–1976. Han var politiskt obunden fackminister i en rad regeringar; finansminister 1963–1964 och 1976–1977, andre finansminister 1976 och 1977–1979 och utrikeshandelsminister 1979–1982. Han var en av Mauno Koivistos närmaste politiska förtrogna och tilldelades ministers titel 1983. Han utgav memoarerna Viran puolesta (1998).

### Övriga källor
1. 1 2  ČSFD person-ID: 151688.[källa från Wikidata]
2. ↑  Ministerdatasystemet, finländsk minister-ID (arkiverad): 450, läst: 23 april 2022.[källa från Wikidata]
3. 1 2 3 4 5 6 7 8 9 10 11 12 13 14 15 16 17 18  Matti Klinge (red.), Kansallisbiografia, Finska litteratursällskapet och Finska historiska samfundet, Finlands nationalbiografi-ID: 962.[källa från Wikidata]